# یوزف رسل
یوزف رسل (چکی: Josef Ludvík František Ressel؛ ۲۹ ژوئن ۱۷۹۳ – ۹ اکتبر ۱۸۵۷) یک مخترع اهل اتریش بود.